# Produce Camp 2019
Produce Camp 2019 (chino= 创造营 2019, pinyin= Chuangzao Ying) es un reality show chino emitido del 6 de abril del 2019 hasta el 8 de junio del 2019 través de Tencent. El programa es la segunda temporada de Produce 101 China.

## Contenido
La segunda temporada de Produce 101 China cuenta con aprendices masculinos, que competirán por un lugar para debutar en el grupo final conformado por 11 miembros. El dormitorio está diseñado como un campo de entrenamiento, en donde todos los aprendices viven en una habitación grande.
A diferencia de la temporada anterior, las calificaciones para esta temporada solo serán A, B, C y F, siendo el más alto en rangos el "A" y el más bajo el "F".
Finalmente se anunciaron a los 11 miembros ganadores: Zhou Zhennan, He Luoluo, Yan Xujia, Xia Zhiguang, Yao Chen, Zhai Xiaowen, Zhang Yanqi, Liu Ye, Ren Hao, Zhao Lei y Zhao Rang, también se anunció que el grupo sería conocido como R1SE (que significa: R - Running (赛跑), 1 - No 1 (笫一), S - Sun (太阳) y la E - Energy (能量)).
Ese mismo día, presentaron su primer sencillo como grupo titulado "R.1.S.E". Poco después se anunció que el sencillo sería lanzado el 14 de junio del mismo año a través de QQ Music, además de que la canción sería usada como canción promocional oficial en China de la película "Men In Black: International".

## Miembros

### Mentores
| Artista          | Edad | Ocupación        | Puesto          | N.º de episodios | Duración |
| ---------------- | ---- | ---------------- | --------------- | ---------------- | -------- |
| Dilraba Dilmurat | 26   | Actriz           | Presentadora    | 10               | 2019     |
| Alec Su          | 45   | Cantante         | Mentor de Canto | 10               | 2019     |
| Aaron Kwok       | 53   | Cantante / Actor | Mentor de Baile | 10               | 2019     |
| Stanley Huang    | 44   | Cantante / Actor | Mentor de Rap   | 10               | 2019     |
| Tiger Hu         | 35   | Cantante         | Mentor de Rap   | 10               | 2019     |

### Concursantes[13]
| Nombre (nombre en chino)       | Compañía (nombre en chino)                     | Edad |   | Grados | Grados    |           | Ranking          | Ranking          | Ranking          | Ranking          | Ranking          | Ranking          | Ranking                                 | Ranking                                 | Ranking                                 | Ranking                                 | Ranking                                 | Ranking          | Ranking          | Duración |
| Nombre (nombre en chino)       | Compañía (nombre en chino)                     | Edad | 1 | 2      | Ep.2      | Ep.3      | Ep.4             | Ep.4             | Ep.5             | Ep.6             | Ep.7             | Ep.7             | Ep.8                                    | Ep.9                                    | Ep.9                                    | Ep.10 (final)                           | Ep.10 (final)                           |                  |                  | Duración |
| Nombre (nombre en chino)       | Compañía (nombre en chino)                     | Edad | 1 | 2      | Ep.2      | Ep.3      | #                | (votos)          | Ep.5             | Ep.6             | #                | (votos)          | Ep.8                                    | #                                       | (votos)                                 | #                                       | (votos)                                 |                  |                  | Duración |
| ------------------------------ | ---------------------------------------------- | ---- | - | ------ | --------- | --------- | ---------------- | ---------------- | ---------------- | ---------------- | ---------------- | ---------------- | --------------------------------------- | --------------------------------------- | --------------------------------------- | --------------------------------------- | --------------------------------------- | ---------------- | ---------------- | -------- |
| Lu Siheng (陆思恒)             | Begonia Culture Media (海宁海棠)               | 25   | A | -      | 15        | 17        | 16               | (1,595,851)      | 16               | 11               | 10               | (6,101,702)      | 11                                      | 12                                      | (1,758,391)                             | 12                                      | (7,492,944)                             | 2019             |                  |          |
| Wang Chenyi (王晨艺)           | Aprendiz Individual                            | 20   | A | A      | 12        | 4         | 4                | (2,635,642)      | 9                | 6                | 6                | (7,883,385)      | Dejó el programa por motivos personales | Dejó el programa por motivos personales | Dejó el programa por motivos personales | Dejó el programa por motivos personales | Dejó el programa por motivos personales | 2019             |                  |          |
| Liu Ye (刘也)                  | Pelias (依海文化)                              | 24   | A | -      | 4         | 5         | 7                | (2,418,541)      | 6                | 10               | 11               | (5,797,964)      | 4                                       | 6                                       | (2,826,571)                             | 8                                       | (7,974,641)                             | 2019             |                  |          |
| Zhou Zhennan (周震南)          | Wajijiwa Entertainment (哇唧唧哇娛樂)          | 18   | A | -      | 1         | 1         | 1                | (7,047,203)      | 1                | 1                | 1                | (15,743,856)     | 1                                       | 1                                       | (8,466,959)                             | 1                                       | (37,098,540)                            | 2019             |                  |          |
| Xia Zhiguang (夏之光)          | Wajijiwa Entertainment (哇唧唧哇娛樂)          | 19   | A | B      | 2         | 2         | 2                | (2,738,345)      | 4                | 4                | 5                | (8,390,520)      | 7                                       | 7                                       | (2,662,885)                             | 4                                       | (11,107,051)                            | 2019             |                  |          |
| Zhao Lei (赵磊)                | Wajijiwa Entertainment (哇唧唧哇娛樂)          | 20   | A | A→B    | 7         | 7         | 5                | (2,514,182)      | 7                | 9                | 9                | (6,321,710)      | 14                                      | 16                                      | (1,594,355)                             | 10                                      | (7,503,760)                             | 2019             |                  |          |
| Yan Xujia (焉栩嘉)             | Wajijiwa Entertainment (哇唧唧哇娛樂)          | 17   | A | -      | 3         | 6         | 6                | (2,512,447)      | 5                | 5                | 4                | (8,469,327)      | 3                                       | 3                                       | (3,307,633)                             | 3                                       | (11,164,384)                            | 2019             |                  |          |
| Peng Chuyue (彭楚粤)           | Wajijiwa Entertainment (哇唧唧哇娛樂)          | 25   | F | -      | 5         | 8         | 11               | (2,369,743)      | 14               | 14               | 14               | (4,730,087)      | 18                                      | 14                                      | (1,708,660)                             | 17                                      | (5,734,833)                             | 2019             |                  |          |
| Zhai Xiaowen (翟潇闻)          | Wajijiwa Entertainment (哇唧唧哇娛樂)          | 19   | F | -      | 10        | 9         | 9                | (2,388,971)      | 8                | 7                | 7                | (7,309,151)      | 8                                       | 5                                       | (2,861,507)                             | 6                                       | (10,581,322)                            | 2019             |                  |          |
| Yao Chen (姚琛)                | Fanling Culture (泛領文化) (JYP China全資公司) | 21   | F | -      | 41        | 59        | 38               | (506,363)        | 10               | 12               | 12               | (5,788,938)      | 5                                       | 4                                       | (3,156,314)                             | 5                                       | (10,764,262)                            | 2019             |                  |          |
| Gao Jialang (高嘉朗)           | Mountaintop (泰洋音乐)                         | 26   | A | -      | -         | 27        | 23               | (974,132)        | 19               | 16               | 15               | (4,667,715)      | 16                                      | 13                                      | (1,734,123)                             | 14                                      | (6,902,191)                             | 2019             |                  |          |
| Li Yunrui (李昀锐)             | Yihui Media (意匯傳媒)                         | 22   | B | -      | 6         | 16        | 15               | (1,642,526)      | 22               | 23               | 21               | (3,371,809)      | 15                                      | 21                                      | (1,433,721)                             | 19                                      | (4,926,666)                             | 2019             |                  |          |
| Hu Haofan (胡浩帆)             | Yihui Media (意匯傳媒)                         | 24   | F | -      | 32        | 56        | 46               | (419,827)        | 43               | 46               | 48               | Eliminado        | Eliminado                               | Eliminado                               | Eliminado                               | Eliminado                               | Eliminado                               | 2019             |                  |          |
| Zhang Yuan (张远) (Bird Zhang) | Topping Media (拓影文化)                       | 34   | A | -      | -         | 14        | 12               | (2,368,294)      | 12               | 13               | 13               | (5,099,031)      | 13                                      | 15                                      | (1,646,404)                             | 15                                      | (6,795,086)                             | 2019             |                  |          |
| Ma Xueyang (馬雪陽)            | Hot Idol Music (好好栮朷)                      | 32   | F | -      | 17        | 28        | 27               | (801,197)        | 24               | 30               | 35               | Salvado          | 20                                      | 23                                      | Eliminado                               | Eliminado                               | Eliminado                               | 2019             |                  |          |
| Liu Jinyu (劉謹瑜)             | Hot Idol Music (好好栮朷)                      | 19   | F | C      | 82        | 89        | Eliminado        | Eliminado        | Eliminado        | Eliminado        | Eliminado        | Eliminado        | Eliminado                               | Eliminado                               | Eliminado                               | Eliminado                               | Eliminado                               | 2019             |                  |          |
| Yu Ke (余可)                   | Hot Idol Music (好好栮朷)                      | 22   | F | C      | 92        | 88        | Eliminado        | Eliminado        | Eliminado        | Eliminado        | Eliminado        | Eliminado        | Eliminado                               | Eliminado                               | Eliminado                               | Eliminado                               | Eliminado                               | 2019             |                  |          |
| Zhang Meng (張猛)              | Hot Idol Music (好好栮朷)                      | 20   | F | C      | 88        | 97        | Eliminado        | Eliminado        | Eliminado        | Eliminado        | Eliminado        | Eliminado        | Eliminado                               | Eliminado                               | Eliminado                               | Eliminado                               | Eliminado                               | 2019             |                  |          |
| Zhang Mingxuan (張銘軒)        | Hot Idol Music (好好栮朷)                      | 22   | F | C      | 83        | 94        | Eliminado        | Eliminado        | Eliminado        | Eliminado        | Eliminado        | Eliminado        | Eliminado                               | Eliminado                               | Eliminado                               | Eliminado                               | Eliminado                               | 2019             |                  |          |
| Zhao Rang (趙讓)               | SDT Entertainment (SDT娛樂)                    | 18   | A | -      | 9         | 11        | 10               | (2,380,071)      | 11               | 8                | 8                | (7,021,480)      | 9                                       | 9                                       | (1,990,164)                             | 11                                      | (7,498,972)                             | 2019             |                  |          |
| Li Xinyi (李鑫一)              | SDT Entertainment (SDT娛樂)                    | -    | A | B      | 23        | 18        | 19               | (1,352,570)      | 20               | 20               | 20               | (3,606,625)      | 10                                      | 10                                      | (1,962,970)                             | 13                                      | (7,490,277)                             | 2019             |                  |          |
| Dai Shaodong (代少冬)          | SDT Entertainment (SDT娛樂)                    | -    | C | -      | 69        | 33        | 39               | (494,760)        | 58               | 58               | 59               | Salvado          | 35                                      | 36                                      | Eliminado                               | Eliminado                               | Eliminado                               | 2019             |                  |          |
| Xu Ke (徐珂)                   | SDT Entertainment (SDT娛樂)                    | 23   | B | -      | 68        | 62        | Eliminado        | Eliminado        | Eliminado        | Eliminado        | Eliminado        | Eliminado        | Eliminado                               | Eliminado                               | Eliminado                               | Eliminado                               | Eliminado                               | 2019             |                  |          |
| Zhang Yanqi (張顏齊)           | Attitude Music (態度音樂)                      | 20   | F | -      | 18        | 10        | 8                | (2,390,388)      | 3                | 3                | 3                | (8,638,533)      | 6                                       | 8                                       | (2,489,183)                             | 7                                       | (9,626,829)                             | 2019             |                  |          |
| Niu Chao (牛超)                | EasyPlus Entertainment (壹心-壹加壹)           | 20   | A | -      | 50        | 24        | 21               | (1,197,601)      | 18               | 19               | 19               | (3,862,556)      | 17                                      | 17                                      | (1,556,199)                             | 16                                      | (6,598,460)                             | 2019             |                  |          |
| Heliao Luyun (何廖侶勻)        | EasyPlus Entertainment (壹心-壹加壹)           | 19   | C | -      | 55        | 75        | Eliminado        | Eliminado        | Eliminado        | Eliminado        | Eliminado        | Eliminado        | Eliminado                               | Eliminado                               | Eliminado                               | Eliminado                               | Eliminado                               | 2019             |                  |          |
| Yu Bin (俞彬)                  | EasyPlus Entertainment (壹心-壹加壹)           | 25   | C | -      | 43        | 49        | 44               | (469,349)        | 41               | 42               | 32               | (1,567,265)      | 31                                      | 32                                      | Eliminado                               | Eliminado                               | Eliminado                               | 2019             |                  |          |
| Yu Cheng-en (余承恩)           | EasyPlus Entertainment (壹心-壹加壹)           | 20   | C | -      | 46        | 25        | 24               | (889,129)        | 25               | 24               | 24               | (1,970,667)      | 26                                      | 26                                      | Eliminado                               | Eliminado                               | Eliminado                               | 2019             |                  |          |
| Gu Tianhang (顧天航)           | EasyPlus Entertainment (壹心-壹加壹)           | 19   | C | -      | 36        | 67        | Eliminado        | Eliminado        | Eliminado        | Eliminado        | Eliminado        | Eliminado        | Eliminado                               | Eliminado                               | Eliminado                               | Eliminado                               | Eliminado                               | 2019             |                  |          |
| Feng Chuxuan (豐楚軒)          | Jay Walk New Joy (嘉行新悅傳媒)                | 22   | A | -      | 33        | 29        | 25               | (824,190)        | 21               | 21               | 22               | (2,754,560)      | 21                                      | 19                                      | (1,505,985)                             | 25                                      | (749,878)                               | 2019             |                  |          |
| Qin Tian (秦天)                | Jay Walk New Joy (嘉行新悅傳媒)                | 24   | B | -      | 34        | 37        | 30               | (675,046)        | 33               | 33               | 28               | (1,664,065)      | 33                                      | 31                                      | Salvado                                 | 26                                      | (543,765)                               | 2019             |                  |          |
| Jiang Yiming (蔣熠銘)          | Jay Walk New Joy (嘉行新悅傳媒)                | 20   | - | -      | 49        | 50        | 48               | (414,173)        | 44               | 32               | 30               | (1,648,677)      | 34                                      | 34                                      | Eliminado                               | Eliminado                               | Eliminado                               | 2019             |                  |          |
| Zhao Zefan (趙澤帆)            | Jay Walk New Joy (嘉行新悅傳媒)                | 21   | B | -      | 48        | 45        | 42               | (487,126)        | 34               | 27               | 26               | (1,718,498)      | 22                                      | 20                                      | (1,468,345)                             | 22                                      | (1,272,436)                             | 2019             |                  |          |
| Zhao Youwei (趙宥維)           | Jay Walk New Joy (嘉行新悅傳媒)                | 21   | B | -      | 54        | 70        | Eliminado        | Eliminado        | Eliminado        | Eliminado        | Eliminado        | Eliminado        | Eliminado                               | Eliminado                               | Eliminado                               | Eliminado                               | Eliminado                               | 2019             |                  |          |
| Lu Huanyu (盧奐瑜)             | Jay Walk New Joy (嘉行新悅傳媒)                | 20   | - | -      | 45        | 90        | Eliminado        | Eliminado        | Eliminado        | Eliminado        | Eliminado        | Eliminado        | Eliminado                               | Eliminado                               | Eliminado                               | Eliminado                               | Eliminado                               | 2019             |                  |          |
| Zhang Jiongmin (張炯敏)        | Rui Star Culture (睿星文化)                    | 21   | F | -      | 31        | 38        | 31               | (583,879)        | 42               | 47               | 46               | Eliminado        | Eliminado                               | Eliminado                               | Eliminado                               | Eliminado                               | Eliminado                               | 2019             |                  |          |
| Bi Haoran (畢皓然)             | Rui Star Culture (睿星文化)                    | 23   | B | -      | 47        | 57        | 50               | (403,075)        | 45               | 41               | 41               | Eliminado        | Eliminado                               | Eliminado                               | Eliminado                               | Eliminado                               | Eliminado                               | 2019             |                  |          |
| Yu Yuanfan (余遠帆)            | Rui Star Culture (睿星文化)                    | 21   | F | -      | 86        | 86        | Eliminado        | Eliminado        | Eliminado        | Eliminado        | Eliminado        | Eliminado        | Eliminado                               | Eliminado                               | Eliminado                               | Eliminado                               | Eliminado                               | 2019             |                  |          |
| Dai Jingyao (戴景耀)           | Youhug Media (耀客傳媒)                        | 26   | F | -      | 11        | 20        | 20               | (1,220,770)      | 15               | 18               | 18               | (3,925,368)      | 19                                      | 18                                      | (1,529,204)                             | 21                                      | (2,816,767)                             | 2019             |                  |          |
| Ren Hao (任豪)                 | White Media (白色系)                           | 23   | A | B      | 13        | 21        | 22               | (1,092,653)      | 23               | 22               | 23               | (2,466,677)      | 12                                      | 11                                      | (1,820,977)                             | 9                                       | (7,511,752)                             | 2019             |                  |          |
| Zhao Zhenghao (趙政豪)         | Niuban Culture (牛班文化)                      | 18   | A | -      | 22        | 19        | 17               | (1,589,556)      | 13               | 15               | 17               | (4,073,217)      | 25                                      | 25                                      | Salvado                                 | 18                                      | (5,073,049)                             | 2019             |                  |          |
| Ren Shihao (任世豪)            | Jiashang Media (嘉尚傳媒)                      | 20   | F | -      | 19        | 34        | 34               | (524,719)        | 28               | 26               | 25               | (1,832,939)      | 28                                      | 29                                      | Eliminado                               | Eliminado                               | Eliminado                               | 2019             |                  |          |
| Xiao Kaizhong (肖凱中)         | Jiashang Media (嘉尚傳媒)                      | 24   | F | -      | 52        | 52        | 43               | (469,960)        | 40               | 45               | 43               | Salvado          | 32                                      | 33                                      | Eliminado                               | Eliminado                               | Eliminado                               | 2019             |                  |          |
| He Luoluo (何洛洛)             | Yian Musical (原際畫)                          | 17   | B | -      | 8         | 3         | 3                | (2,729,640)      | 2                | 2                | 2                | (8,862,602)      | 2                                       | 2                                       | (3,765,911)                             | 2                                       | (13,652,312)                            | 2019             |                  |          |
| Zhou Zhaoyuan (周兆淵)         | Nuclear Fire Media (火核文化)                  | 24   | B | -      | 16        | 12        | 18               | (1,459,047)      | 49               | 43               | 44               | Eliminado        | Eliminado                               | Eliminado                               | Eliminado                               | Eliminado                               | Eliminado                               | 2019             |                  |          |
| Xiong Yiwen (熊藝文)           | Nuclear Fire Media (火核文化)                  | 22   | C | -      | 30        | 23        | 28               | (784,444)        | 52               | 50               | 49               | Eliminado        | Eliminado                               | Eliminado                               | Eliminado                               | Eliminado                               | Eliminado                               | 2019             |                  |          |
| Lin Zijie (林子杰)             | Nuclear Fire Media (火核文化)                  | 19   | C | -      | 24        | 22        | 26               | (815,724)        | 51               | 49               | 47               | Eliminado        | Eliminado                               | Eliminado                               | Eliminado                               | Eliminado                               | Eliminado                               | 2019             |                  |          |
| Wu Xiongcheng (吳雄成)         | Nuclear Fire Media (火核文化)                  | 24   | F | -      | 44        | 58        | Eliminado        | Eliminado        | Eliminado        | Eliminado        | Eliminado        | Eliminado        | Eliminado                               | Eliminado                               | Eliminado                               | Eliminado                               | Eliminado                               | 2019             |                  |          |
| He Junxiong (賀俊雄)           | Nuclear Fire Media (火核文化)                  | 19   | A | B      | 14        | 13        | 13               | (1,839,188)      | 32               | 36               | 33               | (1,558,375)      | 29                                      | 28                                      | Eliminado                               | Eliminado                               | Eliminado                               | 2019             |                  |          |
| Yi Yan (易言)                  | Chaodian Culture (超電文化)                    | 27   | F | -      | 78        | 64        | 49               | (408,219)        | 47               | 48               | 50               | Eliminado        | Eliminado                               | Eliminado                               | Eliminado                               | Eliminado                               | Eliminado                               | 2019             |                  |          |
| Liu Xiajun (劉夏俊)            | Chaodian Culture (超電文化)                    | 19   | F | -      | 89        | 72        | Eliminado        | Eliminado        | Eliminado        | Eliminado        | Eliminado        | Eliminado        | Eliminado                               | Eliminado                               | Eliminado                               | Eliminado                               | Eliminado                               | 2019             |                  |          |
| Cai Zhengjie (蔡正杰)          | 東方物語                                       | 19   | B | -      | 38        | 53        | 51               | (395,771)        | 36               | 39               | 34               | Eliminado        | Eliminado                               | Eliminado                               | Eliminado                               | Eliminado                               | Eliminado                               | 2019             |                  |          |
| Sun Qijun (孫圻峻)             | 傲普文化                                       | 18   | B | -      | 62        | 41        | 33               | (525,897)        | 30               | 37               | 31               | (1,632,193)      | 27                                      | 27                                      | Salvado                                 | 23                                      | (1,229,193)                             | 2019             |                  |          |
| Hou Li (侯立)                  | Mantra Pictures M-Mantra (工夫真言)            | 21   | B | -      | 57        | 71        | Eliminado        | Eliminado        | Eliminado        | Eliminado        | Eliminado        | Eliminado        | Eliminado                               | Eliminado                               | Eliminado                               | Eliminado                               | Eliminado                               | 2019             |                  |          |
| Yan Bo (閆博)                  | Mantra Pictures M-Mantra (工夫真言)            | 23   | B | -      | 94        | 98        | Eliminado        | Eliminado        | Eliminado        | Eliminado        | Eliminado        | Eliminado        | Eliminado                               | Eliminado                               | Eliminado                               | Eliminado                               | Eliminado                               | 2019             |                  |          |
| Wan Yuhang (萬雨航)            | Mantra Pictures M-Mantra (工夫真言)            | 22   | B | -      | 90        | 95        | Eliminado        | Eliminado        | Eliminado        | Eliminado        | Eliminado        | Eliminado        | Eliminado                               | Eliminado                               | Eliminado                               | Eliminado                               | Eliminado                               | 2019             |                  |          |
| Liu Chenyu (劉宸羽)            | Mantra Pictures M-Mantra (工夫真言)            | -    | B | -      | 77        | 77        | Salvado          | Salvado          | Eliminado        | Eliminado        | Eliminado        | Eliminado        | Eliminado                               | Eliminado                               | Eliminado                               | Eliminado                               | Eliminado                               | 2019             |                  |          |
| Bai Hongtao (白洪滔)           | TH Entertainment (天浩盛世)                    | -    | F | -      | 26        | 30        | 29               | (690,184)        | 57               | 59               | 58               | Eliminado        | Eliminado                               | Eliminado                               | Eliminado                               | Eliminado                               | Eliminado                               | 2019             |                  |          |
| Dong Xiangke (董向科)          | TH Entertainment (天浩盛世)                    | 21   | F | -      | 37        | 43        | 41               | (488,289)        | 50               | 51               | 51               | Eliminado        | Eliminado                               | Eliminado                               | Eliminado                               | Eliminado                               | Eliminado                               | 2019             |                  |          |
| Guo Jiarui (郭珈睿)            | TH Entertainment (天浩盛世)                    | -    | F | -      | 25        | 31        | 37               | (512,446)        | 59               | 57               | 57               | Eliminado        | Eliminado                               | Eliminado                               | Eliminado                               | Eliminado                               | Eliminado                               | 2019             |                  |          |
| Zeng Gangjie (曾綱傑)          | Banana Entertainment (香蕉娛樂)                | 21   | F | -      | 91        | 96        | Eliminado        | Eliminado        | Eliminado        | Eliminado        | Eliminado        | Eliminado        | Eliminado                               | Eliminado                               | Eliminado                               | Eliminado                               | Eliminado                               | 2019             |                  |          |
| Huang Zhenyu (黃震宇)          | Banana Entertainment (香蕉娛樂)                | 24   | F | -      | 56        | 82        | Eliminado        | Eliminado        | Eliminado        | Eliminado        | Eliminado        | Eliminado        | Eliminado                               | Eliminado                               | Eliminado                               | Eliminado                               | Eliminado                               | 2019             |                  |          |
| Chen Yujia (陳郁佳)            | Banana Entertainment (香蕉娛樂)                | 19   | F | -      | 97        | 66        | Eliminado        | Eliminado        | Eliminado        | Eliminado        | Eliminado        | Eliminado        | Eliminado                               | Eliminado                               | Eliminado                               | Eliminado                               | Eliminado                               | 2019             |                  |          |
| Yang Tao (楊淘)                | Qin's Entertainment (坤音娛樂)                 | 21   | C | -      | 71        | 61        | Salvado          | Salvado          | 56               | 54               | 54               | Eliminado        | Eliminado                               | Eliminado                               | Eliminado                               | Eliminado                               | Eliminado                               | 2019             |                  |          |
| Lin Yiming (麟壹銘)            | Qin's Entertainment (坤音娛樂)                 | 22   | C | -      | 74        | 60        | Eliminado        | Eliminado        | Eliminado        | Eliminado        | Eliminado        | Eliminado        | Eliminado                               | Eliminado                               | Eliminado                               | Eliminado                               | Eliminado                               | 2019             |                  |          |
| Si Zheng (四正)                | Esee Modale (esee英模)                         | 24   | C | -      | 35        | 47        | 40               | (493,669)        | 27               | 28               | 38               | Eliminado        | Eliminado                               | Eliminado                               | Eliminado                               | Eliminado                               | Eliminado                               | 2019             |                  |          |
| Yu Haoran (於浩然)             | Aprendiz Individual                            | 20   | F | -      | 21        | 39        | Eliminado        | Eliminado        | Eliminado        | Eliminado        | Eliminado        | Eliminado        | Eliminado                               | Eliminado                               | Eliminado                               | Eliminado                               | Eliminado                               | 2019             |                  |          |
| Yu Zongyao (余宗遙)            | Aprendiz Individual                            | -    | C | -      | 81        | 91        | Eliminado        | Eliminado        | Eliminado        | Eliminado        | Eliminado        | Eliminado        | Eliminado                               | Eliminado                               | Eliminado                               | Eliminado                               | Eliminado                               | 2019             |                  |          |
| Zhang Yidong (張藝東)          | Long WuTian Culture (締壹娛樂)                 | -    | C | -      | 75        | 78        | Eliminado        | Eliminado        | Eliminado        | Eliminado        | Eliminado        | Eliminado        | Eliminado                               | Eliminado                               | Eliminado                               | Eliminado                               | Eliminado                               | 2019             |                  |          |
| Du Yu (杜煜)                   | Starrylab (泰洋星河)                           | 18   | C | -      | 61        | 44        | 52               | (358,856)        | 53               | 55               | 55               | Eliminado        | Eliminado                               | Eliminado                               | Eliminado                               | Eliminado                               | Eliminado                               | 2019             |                  |          |
| Guo Xingye (郭星冶)            | Huayi Brothers (華誼兄弟聚星)                  | -    | F | -      | 27        | 54        | Salvado          | Salvado          | Eliminado        | Eliminado        | Eliminado        | Eliminado        | Eliminado                               | Eliminado                               | Eliminado                               | Eliminado                               | Eliminado                               | 2019             |                  |          |
| Wang Zhiwen (王志文)           | 1CM Lingyu Entertainment (1CM領譽)             | 23   | F | -      | 60        | 76        | Salvado          | Salvado          | 54               | 52               | 52               | Eliminado        | Eliminado                               | Eliminado                               | Eliminado                               | Eliminado                               | Eliminado                               | 2019             |                  |          |
| Wei Shenzhou (魏伸洲)          | Kangxi Pictures (康曦影業)                     | 20   | F | -      | 84        | 84        | Eliminado        | Eliminado        | Eliminado        | Eliminado        | Eliminado        | Eliminado        | Eliminado                               | Eliminado                               | Eliminado                               | Eliminado                               | Eliminado                               | 2019             |                  |          |
| Cui Shaoyang (崔紹陽)          | Kangxi Pictures (康曦影業)                     | 22   | F | -      | 70        | 65        | 54               | (315,042)        | 55               | 56               | 56               | Eliminado        | Eliminado                               | Eliminado                               | Eliminado                               | Eliminado                               | Eliminado                               | 2019             |                  |          |
| Li Weijie (李偉捷)             | Kangxi Pictures (康曦影業)                     | 22   | F | -      | 80        | 87        | Eliminado        | Eliminado        | Eliminado        | Eliminado        | Eliminado        | Eliminado        | Eliminado                               | Eliminado                               | Eliminado                               | Eliminado                               | Eliminado                               | 2019             |                  |          |
| Ji Yitong (紀一曈)             | Huaying Entertainment (華影藝星)               | 20   | C | -      | 59        | 80        | Eliminado        | Eliminado        | Eliminado        | Eliminado        | Eliminado        | Eliminado        | Eliminado                               | Eliminado                               | Eliminado                               | Eliminado                               | Eliminado                               | 2019             |                  |          |
| Zhong Nuoyan (鍾諾言)          | Huaying Entertainment (華影藝星)               | 18   | C | -      | 65        | 83        | Eliminado        | Eliminado        | Eliminado        | Eliminado        | Eliminado        | Eliminado        | Eliminado                               | Eliminado                               | Eliminado                               | Eliminado                               | Eliminado                               | 2019             |                  |          |
| Zhu Weizhi (朱微之)            | Chuangxin Power (创星力量)                     | 21   | F | -      | 29        | 42        | 32               | (557,736)        | 38               | 40               | 42               | Eliminado        | Eliminado                               | Eliminado                               | Eliminado                               | Eliminado                               | Eliminado                               | 2019             |                  |          |
| Li Hechen (李和宸)             | Huakaibanxia Cultural Media (花開半夏)         | 19   | C | -      | 63        | 63        | Eliminado        | Eliminado        | Eliminado        | Eliminado        | Eliminado        | Eliminado        | Eliminado                               | Eliminado                               | Eliminado                               | Eliminado                               | Eliminado                               | 2019             |                  |          |
| Wang Yiheng (王藝衡)           | Huakaibanxia Cultural Media (花開半夏)         | 20   | C | -      | 64        | 46        | 45               | (458,138)        | 35               | 29               | 37               | Salvado          | 36                                      | 35                                      | Eliminado                               | Eliminado                               | Eliminado                               | 2019             |                  |          |
| Wu Jifeng (吳季峰)             | ETM (活力時代)                                 | 19   | B | -      | 20        | 15        | 14               | (1,732,428)      | 17               | 17               | 16               | (4,447,459)      | 24                                      | 22                                      | (1,414,815)                             | 20                                      | (2,828,886)                             | 2019             |                  |          |
| Wang Xiaochen (王孝辰)         | 哇偶文化                                       | 21   | B | -      | 73        | 73        | Eliminado        | Eliminado        | Eliminado        | Eliminado        | Eliminado        | Eliminado        | Eliminado                               | Eliminado                               | Eliminado                               | Eliminado                               | Eliminado                               | 2019             |                  |          |
| Qiao Junwu (喬君武)            | 哇偶文化                                       | 21   | B | -      | 79        | 68        | 53               | (338,775)        | 39               | 31               | 36               | Eliminado        | Eliminado                               | Eliminado                               | Eliminado                               | Eliminado                               | Eliminado                               | 2019             |                  |          |
| Duan Haonan (段浩男)           | JNERACultural Media (嘉納盛世)                 | 18   | F | -      | 98        | 51        | 55               | (311,669)        | 46               | 35               | 29               | (1,655,068)      | 23                                      | 24                                      | Salvado                                 | 24                                      | (832,008)                               | 2019             |                  |          |
| Li Yang (李揚)                 | iMe Entertainment (iMe娛樂)                    | 24   | F | -      | 40        | 69        | Eliminado        | Eliminado        | Eliminado        | Eliminado        | Eliminado        | Eliminado        | Eliminado                               | Eliminado                               | Eliminado                               | Eliminado                               | Eliminado                               | 2019             |                  |          |
| Deng Jiakun (鄧佳坤)           | iMe Entertainment (iMe娛樂)                    | 24   | F | -      | 96        | 81        | Salvado          | Salvado          | Eliminado        | Eliminado        | Eliminado        | Eliminado        | Eliminado                               | Eliminado                               | Eliminado                               | Eliminado                               | Eliminado                               | 2019             |                  |          |
| Zai Ming (在铭)                | iMe Entertainment (iMe娛樂)                    | 23   | F | -      | 58        | 74        | Salvado          | Salvado          | 26               | 34               | 40               | Eliminado        | Eliminado                               | Eliminado                               | Eliminado                               | Eliminado                               | Eliminado                               | 2019             |                  |          |
| Li Yizhe (李一喆)              | iMe Entertainment (iMe娛樂)                    | 20   | F | -      | 76        | 93        | Eliminado        | Eliminado        | Eliminado        | Eliminado        | Eliminado        | Eliminado        | Eliminado                               | Eliminado                               | Eliminado                               | Eliminado                               | Eliminado                               | 2019             |                  |          |
| Lin Ran (林染)                 | Asian Idol Factory (AIF娛樂)                   | 19   | F | -      | 39        | 26        | 35               | (518,132)        | 31               | 38               | 39               | Eliminado        | Eliminado                               | Eliminado                               | Eliminado                               | Eliminado                               | Eliminado                               | 2019             |                  |          |
| Tang Xin (唐心)                | Asian Idol Factory (AIF娛樂)                   | -    | F | -      | 67        | 35        | Eliminado        | Eliminado        | Eliminado        | Eliminado        | Eliminado        | Eliminado        | Eliminado                               | Eliminado                               | Eliminado                               | Eliminado                               | Eliminado                               | 2019             |                  |          |
| Li Jingze (李景澤)             | Asian Idol Factory (AIF娛樂)                   | 18   | F | -      | 51        | 32        | Eliminado        | Eliminado        | Eliminado        | Eliminado        | Eliminado        | Eliminado        | Eliminado                               | Eliminado                               | Eliminado                               | Eliminado                               | Eliminado                               | 2019             |                  |          |
| Yang Tairui (杨泰瑞)           | Asian Idol Factory (AIF娛樂)                   | 21   | F | -      | 28        | 36        | Eliminado        | Eliminado        | Eliminado        | Eliminado        | Eliminado        | Eliminado        | Eliminado                               | Eliminado                               | Eliminado                               | Eliminado                               | Eliminado                               | 2019             |                  |          |
| Wu Tianren (吳天任)            | 核心文化                                       | -    | F | -      | 95        | 100       | Eliminado        | Eliminado        | Eliminado        | Eliminado        | Eliminado        | Eliminado        | Eliminado                               | Eliminado                               | Eliminado                               | Eliminado                               | Eliminado                               | 2019             |                  |          |
| Luo Dianxia (羅殿夏)           | XYSZ Media (喜遇尚作)                          | -    | C | -      | 42        | 48        | Eliminado        | Eliminado        | Eliminado        | Eliminado        | Eliminado        | Eliminado        | Eliminado                               | Eliminado                               | Eliminado                               | Eliminado                               | Eliminado                               | 2019             |                  |          |
| Zhang Dayuan (張達源)          | Jiyun Culture (極韻文化)                       | 22   | B | -      | 53        | 40        | 36               | (517,578)        | 48               | 53               | 53               | Eliminado        | Eliminado                               | Eliminado                               | Eliminado                               | Eliminado                               | Eliminado                               | 2019             |                  |          |
| Lin Yadong (林亞冬)            | Jiyun Culture (極韻文化)                       | -    | B | -      | 66        | 55        | 47               | (418,735)        | 37               | 44               | 45               | Eliminado        | Eliminado                               | Eliminado                               | Eliminado                               | Eliminado                               | Eliminado                               | 2019             |                  |          |
| Liu Te (劉特)                  | Yinhe Kuyu Media (銀河酷娛)                    | 22   | C | -      | 87        | 79        | Salvado          | Salvado          | 29               | 25               | 27               | (1,676,635)      | 27                                      | 30                                      | Eliminado                               | Eliminado                               | Eliminado                               | 2019             |                  |          |
| Li Tianqi (李天琪)             | D.Wang Media (大王文化)                        | 22   | C | -      | 72        | 88        | Salvado          | Salvado          | Eliminado        | Eliminado        | Eliminado        | Eliminado        | Eliminado                               | Eliminado                               | Eliminado                               | Eliminado                               | Eliminado                               | 2019             |                  |          |
| Wang Tong (王通)               | Kaila Picture (鮮花盛開)                       | 22   | C | -      | 93        | 99        | Eliminado        | Eliminado        | Eliminado        | Eliminado        | Eliminado        | Eliminado        | Eliminado                               | Eliminado                               | Eliminado                               | Eliminado                               | Eliminado                               | 2019             |                  |          |
| Shi Ziyi (史子逸)              | 個人练习生                                     | 23   | A | -      | 85        | 92        | Eliminado        | Eliminado        | Eliminado        | Eliminado        | Eliminado        | Eliminado        | Eliminado                               | Eliminado                               | Eliminado                               | Eliminado                               | Eliminado                               | 2019             |                  |          |
| Kido Gao (高瀚宇)              | Aprendiz individual                            | 30   | A | -      | Eliminado | Eliminado | Eliminado        | Eliminado        | Eliminado        | Eliminado        | Eliminado        | Eliminado        | Eliminado                               | Eliminado                               | Eliminado                               | Eliminado                               | Eliminado                               | 2019             |                  |          |
| Yang Feitong (杨非同)          | -                                              | 25   | - | -      | Eliminado | Eliminado | Eliminado        | Eliminado        | Eliminado        | Eliminado        | Eliminado        | Eliminado        | Eliminado                               | Eliminado                               | Eliminado                               | Eliminado                               | Eliminado                               | 2019             |                  |          |
| Concursantes retirados         |                                                |      |   |        |           |           |                  |                  |                  |                  |                  |                  |                                         |                                         |                                         |                                         |                                         |                  |                  |          |
| Lin Huanjun (林煥鈞)           | Catwalk (凱渥經紀)                             | 18   |   | C      | -         |           | Dejó el programa | Dejó el programa | Dejó el programa | Dejó el programa | Dejó el programa | Dejó el programa | Dejó el programa                        | Dejó el programa                        | Dejó el programa                        | Dejó el programa                        | Dejó el programa                        | Dejó el programa | Dejó el programa | 2019     |

### Invitados
| Artista          | Episodio donde apareció | N.º de episodios | Duración |
| ---------------- | ----------------------- | ---------------- | -------- |
| Hua Chenyu       | 10                      | 1                | 2019     |
| Liang Jiahui     | 10                      | 1                | 2019     |
| Rocket Girls 101 | 10                      | 1                | 2019     |
| Zhu Xudan        | 8                       | 1                | 2019     |
| Ouyang Nana      | 8                       | 1                | 2019     |
| Li Landi         | 8                       | 1                | 2019     |
| Chen Yuqi        | 8                       | 1                | 2019     |
| Song Yanfei      | 8                       | 1                | 2019     |
| Xu Mengjie       | 8                       | 1                | 2019     |
| Duan Aojuan      | 2                       | 1                | 2019     |
| Meng Meiqi       | 2                       | 1                | 2019     |

## Episodios
La primera temporada del programa fue estrenada el 6 de abril de 2019 y está conformada por 10 episodios, los cuales fueron emitidos todos los sábados.
Todos los lunes a las 8:00 p. m. se emitió la versión extendida de "Produce Camp", los martes a la misma hora se emitió "Produce Camp Practice Room" donde se muestran a los concursantes practicando, mientras que los jueves y viernes a las 8:00 p. m. se emitió "Produce Camp's Daily Dorm Diary" donde se muestran la vida diaria de los participantes dentro del campamento y finalmente de lunes a viernes a las 12 se emitió "Treasure in Produce Camp", donde se buscan a los aprendices con talentos ocultos.

### Equipos(Ep. 1-2)
Después de las audiciones se conforman los 4 grupos (A, B, C y F). En el grupo "A" se encuentran los miembros con rangos y calificaciones más altas, mientras que en el grupo "F", se encuentran los miembros con las calificaciones más bajas y con riesgo a ser eliminados.

### Battle 1: Team Stage Performance(Ep. 3)
| Competiciones | Competiciones                        | Competiciones                 | Competiciones  | Competiciones | Competiciones | Competiciones | Competiciones | Competiciones |  |
| No.           | Equipo                               | Canción interpretada          | Miembros       |               | Resultados    |               |               |               |  |
| ------------- | ------------------------------------ | ----------------------------- | -------------- | ------------- | ------------- | ------------- | ------------- | ------------- |  |
| 1             | Strong Team: Center Zhou Zhennan's   | "Monkey King" (悟空)          | Zhou Zhennan   | ✔             |               |               |               |               |  |
| 1             | Strong Team: Center Zhou Zhennan's   | "Monkey King" (悟空)          | Zhang Yanqi    | ✔             |               |               |               |               |  |
| 1             | Strong Team: Center Zhou Zhennan's   | "Monkey King" (悟空)          | Yu Cheng-en    | ✔             |               |               |               |               |  |
| 1             | Strong Team: Center Zhou Zhennan's   | "Monkey King" (悟空)          | Zhu Weizhi     | ✔             |               |               |               |               |  |
| 1             | Strong Team: Center Zhou Zhennan's   | "Monkey King" (悟空)          | Li Hechen      | ✔             |               |               |               |               |  |
| 1             | Strong Team: Center Zhou Zhennan's   | "Monkey King" (悟空)          | Li Tianqi      | ✔             |               |               |               |               |  |
| 1             | Strong Team: Center Zhou Zhennan's   | "Monkey King" (悟空)          | Ji Yitong      | ✔             |               |               |               |               |  |
| 1             | Strong Team: Center Zhou Zhennan's   | "Monkey King" (悟空)          | Heliao Luyun   | ✔             |               |               |               |               |  |
| 2             | Opponent Team: Center Yao Chen's     | "Monkey King" (悟空)          | Yao Chen       | -             |               |               |               |               |  |
| 2             | Opponent Team: Center Yao Chen's     | "Monkey King" (悟空)          | Liu Jinyu      | -             |               |               |               |               |  |
| 2             | Opponent Team: Center Yao Chen's     | "Monkey King" (悟空)          | Cai Zhengjie   | -             |               |               |               |               |  |
| 2             | Opponent Team: Center Yao Chen's     | "Monkey King" (悟空)          | Zhang Yidong   | -             |               |               |               |               |  |
| 2             | Opponent Team: Center Yao Chen's     | "Monkey King" (悟空)          | Cui Shaoyang   | -             |               |               |               |               |  |
| 2             | Opponent Team: Center Yao Chen's     | "Monkey King" (悟空)          | Yang Tairui    | -             |               |               |               |               |  |
| 2             | Opponent Team: Center Yao Chen's     | "Monkey King" (悟空)          | Wu Xiongcheng  | -             |               |               |               |               |  |
| 2             | Opponent Team: Center Yao Chen's     | "Monkey King" (悟空)          | Tang Xin       | -             |               |               |               |               |  |
|               |                                      |                               |                |               |               |               |               |               |  |
| 1             | Strong Team: Center Wang Chenyi's    | "I Want To Fly" (我要飞)      | Wang Chenyi    | ✔             |               |               |               |               |  |
| 1             | Strong Team: Center Wang Chenyi's    | "I Want To Fly" (我要飞)      | Zhang Jiongmin | ✔             |               |               |               |               |  |
| 1             | Strong Team: Center Wang Chenyi's    | "I Want To Fly" (我要飞)      | Liu Chenyu     | ✔             |               |               |               |               |  |
| 1             | Strong Team: Center Wang Chenyi's    | "I Want To Fly" (我要飞)      | Zai Ming       | ✔             |               |               |               |               |  |
| 1             | Strong Team: Center Wang Chenyi's    | "I Want To Fly" (我要飞)      | Li Yizhe       | ✔             |               |               |               |               |  |
| 2             | Opponent Team: Center Lu Siheng's    | "I Want To Fly" (我要飞)      | Lu Siheng      | -             |               |               |               |               |  |
| 2             | Opponent Team: Center Lu Siheng's    | "I Want To Fly" (我要飞)      | Zhong Nuoyan   | -             |               |               |               |               |  |
| 2             | Opponent Team: Center Lu Siheng's    | "I Want To Fly" (我要飞)      | Dai Shaodong   | -             |               |               |               |               |  |
| 2             | Opponent Team: Center Lu Siheng's    | "I Want To Fly" (我要飞)      | Lu Huanyu      | -             |               |               |               |               |  |
| 2             | Opponent Team: Center Lu Siheng's    | "I Want To Fly" (我要飞)      | Xiong Yiwen    | -             |               |               |               |               |  |
| 2             | Opponent Team: Center Lu Siheng's    | "I Want To Fly" (我要飞)      | Luo Dianxia    | -             |               |               |               |               |  |
| 2             | Opponent Team: Center Lu Siheng's    | "I Want To Fly" (我要飞)      | Lin Zijie      | -             |               |               |               |               |  |
| 2             | Opponent Team: Center Lu Siheng's    | "I Want To Fly" (我要飞)      | He Junxiong    | -             |               |               |               |               |  |
|               |                                      |                               |                |               |               |               |               |               |  |
| 1             | Strong Team: Center Liu Ye's         | "Getaway" (逍遥游)            | Liu Ye         | -             |               |               |               |               |  |
| 1             | Strong Team: Center Liu Ye's         | "Getaway" (逍遥游)            | Xia Zhiguang   | -             |               |               |               |               |  |
| 1             | Strong Team: Center Liu Ye's         | "Getaway" (逍遥游)            | Zhao Lei       | -             |               |               |               |               |  |
| 1             | Strong Team: Center Liu Ye's         | "Getaway" (逍遥游)            | Qiao Junwu     | -             |               |               |               |               |  |
| 1             | Strong Team: Center Liu Ye's         | "Getaway" (逍遥游)            | Wei Shenzhou   | -             |               |               |               |               |  |
| 1             | Strong Team: Center Liu Ye's         | "Getaway" (逍遥游)            | Wang Tong      | -             |               |               |               |               |  |
| 1             | Strong Team: Center Liu Ye's         | "Getaway" (逍遥游)            | Li Jingze      | -             |               |               |               |               |  |
| 1             | Strong Team: Center Liu Ye's         | "Getaway" (逍遥游)            | Yan Bo         | -             |               |               |               |               |  |
| 2             | Opponent Team: Center Dai Jingyao's  | "Getaway" (逍遥游)            | Dai Jingyao    | ✔             |               |               |               |               |  |
| 2             | Opponent Team: Center Dai Jingyao's  | "Getaway" (逍遥游)            | Li Yunrui      | ✔             |               |               |               |               |  |
| 2             | Opponent Team: Center Dai Jingyao's  | "Getaway" (逍遥游)            | Lin Yiming     | ✔             |               |               |               |               |  |
| 2             | Opponent Team: Center Dai Jingyao's  | "Getaway" (逍遥游)            | Huang Zhenyu   | ✔             |               |               |               |               |  |
| 2             | Opponent Team: Center Dai Jingyao's  | "Getaway" (逍遥游)            | Guo Xingye     | ✔             |               |               |               |               |  |
| 2             | Opponent Team: Center Dai Jingyao's  | "Getaway" (逍遥游)            | Zhang Dayuan   | ✔             |               |               |               |               |  |
| 2             | Opponent Team: Center Dai Jingyao's  | "Getaway" (逍遥游)            | Yu Yuanfan     | ✔             |               |               |               |               |  |
| 2             | Opponent Team: Center Dai Jingyao's  | "Getaway" (逍遥游)            | Hu Haofan      | ✔             |               |               |               |               |  |
|               |                                      |                               |                |               |               |               |               |               |  |
| 1             | Strong Team: Center Zhang Yuan's     | "Peony River" (牡丹江)        | Zhang Yuan     | ✔             |               |               |               |               |  |
| 1             | Strong Team: Center Zhang Yuan's     | "Peony River" (牡丹江)        | Dong Xiangke   | ✔             |               |               |               |               |  |
| 1             | Strong Team: Center Zhang Yuan's     | "Peony River" (牡丹江)        | Zhang Mingxuan | ✔             |               |               |               |               |  |
| 1             | Strong Team: Center Zhang Yuan's     | "Peony River" (牡丹江)        | Zhao Zefan     | ✔             |               |               |               |               |  |
| 1             | Strong Team: Center Zhang Yuan's     | "Peony River" (牡丹江)        | Wang Zhiwen    | ✔             |               |               |               |               |  |
| 2             | Opponent Team: Center Yu Zongyao's   | "Peony River" (牡丹江)        | Yu Zongyao     | -             |               |               |               |               |  |
| 2             | Opponent Team: Center Yu Zongyao's   | "Peony River" (牡丹江)        | Ma Xueyang     | -             |               |               |               |               |  |
| 2             | Opponent Team: Center Yu Zongyao's   | "Peony River" (牡丹江)        | Zhang Meng     | -             |               |               |               |               |  |
| 2             | Opponent Team: Center Yu Zongyao's   | "Peony River" (牡丹江)        | Yi Yan         | -             |               |               |               |               |  |
| 2             | Opponent Team: Center Yu Zongyao's   | "Peony River" (牡丹江)        | Wu Tianren     | -             |               |               |               |               |  |
| 2             | Opponent Team: Center Yu Zongyao's   | "Peony River" (牡丹江)        | Wang Yiheng    | -             |               |               |               |               |  |
| 2             | Opponent Team: Center Yu Zongyao's   | "Peony River" (牡丹江)        | Yu Haoran      | -             |               |               |               |               |  |
| 2             | Opponent Team: Center Yu Zongyao's   | "Peony River" (牡丹江)        | Shi Ziyi       | -             |               |               |               |               |  |
|               |                                      |                               |                |               |               |               |               |               |  |
| 1             | Strong Team: Center He Luoluo's      | Lesión                        | He Luoluo      | ✔             |               |               |               |               |  |
| 1             | Strong Team: Center He Luoluo's      | Lesión                        | Peng Chuyue    | ✔             |               |               |               |               |  |
| 1             | Strong Team: Center He Luoluo's      | Lesión                        | Xiao Kaizhong  | ✔             |               |               |               |               |  |
| 1             | Strong Team: Center He Luoluo's      | Lesión                        | Si Zheng       | ✔             |               |               |               |               |  |
| 1             | Strong Team: Center He Luoluo's      | Lesión                        | Deng Jiakun    | ✔             |               |               |               |               |  |
| 1             | Strong Team: Center He Luoluo's      | Lesión                        | Zhao Youwei    | ✔             |               |               |               |               |  |
| 2             | Opponent Team: Center Yan Xujia's    | Lesión                        | Yan Xujia      | -             |               |               |               |               |  |
| 2             | Opponent Team: Center Yan Xujia's    | Lesión                        | Ren Shihao     | -             |               |               |               |               |  |
| 2             | Opponent Team: Center Yan Xujia's    | Lesión                        | Sun Qijun      | -             |               |               |               |               |  |
| 2             | Opponent Team: Center Yan Xujia's    | Lesión                        | Xu Ke          | -             |               |               |               |               |  |
| 2             | Opponent Team: Center Yan Xujia's    | Lesión                        | Zeng Gangjie   | -             |               |               |               |               |  |
| 2             | Opponent Team: Center Yan Xujia's    | Lesión                        | Bai Hongtao    | -             |               |               |               |               |  |
| 2             | Opponent Team: Center Yan Xujia's    | Lesión                        | Du Yu          | -             |               |               |               |               |  |
| 2             | Opponent Team: Center Yan Xujia's    | Lesión                        | Wu Jifeng      | -             |               |               |               |               |  |
|               |                                      |                               |                |               |               |               |               |               |  |
| 1             | Strong Team: Center Gao Jialang's    | Treasure                      | Gao Jialang    | -             |               |               |               |               |  |
| 1             | Strong Team: Center Gao Jialang's    | Treasure                      | Yu Bin         | -             |               |               |               |               |  |
| 1             | Strong Team: Center Gao Jialang's    | Treasure                      | Chen Yujia     | -             |               |               |               |               |  |
| 1             | Strong Team: Center Gao Jialang's    | Treasure                      | Duan Haonan    | -             |               |               |               |               |  |
| 1             | Strong Team: Center Gao Jialang's    | Treasure                      | Wan Yuhang     | -             |               |               |               |               |  |
| 1             | Strong Team: Center Gao Jialang's    | Treasure                      | Liu Xiajun     | -             |               |               |               |               |  |
| 1             | Strong Team: Center Gao Jialang's    | Treasure                      | Hou Li         | -             |               |               |               |               |  |
| 1             | Opponent Team: Center Feng Chuxuan's | Treasure                      | Feng Chuxuan   | ✔             |               |               |               |               |  |
| 1             | Opponent Team: Center Feng Chuxuan's | Treasure                      | Zhao Zhenghao  | ✔             |               |               |               |               |  |
| 1             | Opponent Team: Center Feng Chuxuan's | Treasure                      | Qin Tian       | ✔             |               |               |               |               |  |
| 1             | Opponent Team: Center Feng Chuxuan's | Treasure                      | Jiang Yiming   | ✔             |               |               |               |               |  |
| 1             | Opponent Team: Center Feng Chuxuan's | Treasure                      | Li Weijie      | ✔             |               |               |               |               |  |
| 1             | Opponent Team: Center Feng Chuxuan's | Treasure                      | Li Yang        | ✔             |               |               |               |               |  |
| 1             | Opponent Team: Center Feng Chuxuan's | Treasure                      | Zhou Zhaoyuan  | ✔             |               |               |               |               |  |
| 1             | Opponent Team: Center Feng Chuxuan's | Treasure                      | Liu Te         | ✔             |               |               |               |               |  |
|               |                                      |                               |                |               |               |               |               |               |  |
| 1             | Strong Team: Center Zhao Rang's      | "Youth Yearbook" (青春纪念册) | Zhao Rang      | ✔             |               |               |               |               |  |
| 1             | Strong Team: Center Zhao Rang's      | "Youth Yearbook" (青春纪念册) | Li Xinyi       | ✔             |               |               |               |               |  |
| 1             | Strong Team: Center Zhao Rang's      | "Youth Yearbook" (青春纪念册) | Yu Ke          | ✔             |               |               |               |               |  |
| 1             | Strong Team: Center Zhao Rang's      | "Youth Yearbook" (青春纪念册) | Wang Xiaochen  | ✔             |               |               |               |               |  |
| 1             | Strong Team: Center Zhao Rang's      | "Youth Yearbook" (青春纪念册) | Yang Tao       | ✔             |               |               |               |               |  |
| 1             | Strong Team: Center Zhao Rang's      | "Youth Yearbook" (青春纪念册) | Bi Haoran      | ✔             |               |               |               |               |  |
| 2             | Opponent Team: Center Niu Chao's     | "Youth Yearbook" (青春纪念册) | Niu Chao       | -             |               |               |               |               |  |
| 2             | Opponent Team: Center Niu Chao's     | "Youth Yearbook" (青春纪念册) | Ren Hao        | -             |               |               |               |               |  |
| 2             | Opponent Team: Center Niu Chao's     | "Youth Yearbook" (青春纪念册) | Zhai Xiaowen   | -             |               |               |               |               |  |
| 2             | Opponent Team: Center Niu Chao's     | "Youth Yearbook" (青春纪念册) | Lin Ran        | -             |               |               |               |               |  |
| 2             | Opponent Team: Center Niu Chao's     | "Youth Yearbook" (青春纪念册) | Guo Jiarui     | -             |               |               |               |               |  |
| 2             | Opponent Team: Center Niu Chao's     | "Youth Yearbook" (青春纪念册) | Gu Tianhang    | -             |               |               |               |               |  |
| 2             | Opponent Team: Center Niu Chao's     | "Youth Yearbook" (青春纪念册) | Lin Yadong     | -             |               |               |               |               |  |

### Battle 2(Ep. 6)
| 1  | Composition | "Fireman"                           | Zhou Zhennan   | 176 | 444 |
| 1  | Composition | "Fireman"                           | Liu Te         | 95  | 444 |
| 1  | Composition | "Fireman"                           | Liu Ye         | 72  | 444 |
| 1  | Composition | "Fireman"                           | Yao Chen       | 59  | 444 |
| 1  | Composition | "Fireman"                           | Feng Chuxuan   | 26  | 444 |
| 1  | Composition | "Fireman"                           | Li Tianqi      | 16  | 444 |
| 2  | Dance       | "HandClap" de Fitz and The Tantrums | Wang Chenyi    | 184 | 450 |
| 2  | Dance       | "HandClap" de Fitz and The Tantrums | Zai Ming       | 102 | 450 |
| 2  | Dance       | "HandClap" de Fitz and The Tantrums | Wang Zhiwen    | 89  | 450 |
| 2  | Dance       | "HandClap" de Fitz and The Tantrums | Zhang Yuan     | 52  | 450 |
| 2  | Dance       | "HandClap" de Fitz and The Tantrums | Liu Chenyu     | 23  | 450 |
| 3  | Vocal       | "Dreamchasing Ant" (追梦的蚂蚁)     | Wu Jifeng      | 249 | 439 |
| 3  | Vocal       | "Dreamchasing Ant" (追梦的蚂蚁)     | Lin Zijie      | 65  | 439 |
| 3  | Vocal       | "Dreamchasing Ant" (追梦的蚂蚁)     | Lin Yadong     | 57  | 439 |
| 3  | Vocal       | "Dreamchasing Ant" (追梦的蚂蚁)     | Guo Jiarui     | 42  | 439 |
| 3  | Vocal       | "Dreamchasing Ant" (追梦的蚂蚁)     | Yi Yan         | 26  | 439 |
| 4  | Dance       | "EMP"                               | Xia Zhiguang   | 235 | 457 |
| 4  | Dance       | "EMP"                               | Ren Shihao     | 132 | 457 |
| 4  | Dance       | "EMP"                               | Lin Ran        | 40  | 457 |
| 4  | Dance       | "EMP"                               | Ma Xueyang     | 31  | 457 |
| 4  | Dance       | "EMP"                               | Bai Hongtao    | 19  | 457 |
| 5  | Dance       | "Moonlight Lover" (月光爱人)        | Qin Tian       | 142 | 445 |
| 5  | Dance       | "Moonlight Lover" (月光爱人)        | Xiao Kaizhong  | 103 | 445 |
| 5  | Dance       | "Moonlight Lover" (月光爱人)        | Cui Shaoyang   | 96  | 445 |
| 5  | Dance       | "Moonlight Lover" (月光爱人)        | Wang Yiheng    | 63  | 445 |
| 5  | Dance       | "Moonlight Lover" (月光爱人)        | Duan Haonan    | 41  | 445 |
| 6  | Composition | "East Binhe Road" (滨河东路)        | Zhang Yanqi    | 142 | 459 |
| 6  | Composition | "East Binhe Road" (滨河东路)        | Yan Xujia      | 134 | 459 |
| 6  | Composition | "East Binhe Road" (滨河东路)        | Zhao Lei       | 81  | 459 |
| 6  | Composition | "East Binhe Road" (滨河东路)        | Zhao Zhenghao  | 53  | 459 |
| 6  | Composition | "East Binhe Road" (滨河东路)        | He Junxiong    | 31  | 459 |
| 6  | Composition | "East Binhe Road" (滨河东路)        | Jiang Yiming   | 18  | 459 |
| 7  | Vocal       | "How Have You Been?" (你，好不好?)  | Li Xinyi       | 233 | 444 |
| 7  | Vocal       | "How Have You Been?" (你，好不好?)  | Yu Bin         | 77  | 444 |
| 7  | Vocal       | "How Have You Been?" (你，好不好?)  | Zhou Zhaoyuan  | 56  | 444 |
| 7  | Vocal       | "How Have You Been?" (你，好不好?)  | Zhao Zefan     | 50  | 444 |
| 7  | Vocal       | "How Have You Been?" (你，好不好?)  | Dai Shaodong   | 28  | 444 |
| 8  | Dance       | "Let My Love You"                   | Zhao Rang      | 187 | 448 |
| 8  | Dance       | "Let My Love You"                   | Niu Chao       | 123 | 448 |
| 8  | Dance       | "Let My Love You"                   | Dai Jingyao    | 67  | 448 |
| 8  | Dance       | "Let My Love You"                   | Yang Tao       | 50  | 448 |
| 8  | Dance       | "Let My Love You"                   | Guo Xingye     | 21  | 448 |
| 9  | Dance       | "No Joke"                           | Peng Chuyue    | 177 | 450 |
| 9  | Dance       | "No Joke"                           | Cai Zhengjie   | 149 | 450 |
| 9  | Dance       | "No Joke"                           | Qiao Junwu     | 48  | 450 |
| 9  | Dance       | "No Joke"                           | Du Yu          | 44  | 450 |
| 9  | Dance       | "No Joke"                           | Bi Haoran      | 18  | 450 |
| 9  | Dance       | "No Joke"                           | Xiong Yiwen    | 14  | 450 |
| 10 | Vocal       | "Open The Door" (开门见山)          | Lu Siheng      | 152 | 447 |
| 10 | Vocal       | "Open The Door" (开门见山)          | Si Zheng       | 97  | 447 |
| 10 | Vocal       | "Open The Door" (开门见山)          | Gao Jialang    | 88  | 447 |
| 10 | Vocal       | "Open The Door" (开门见山)          | Zhu Weizhi     | 63  | 447 |
| 10 | Vocal       | "Open The Door" (开门见山)          | Hu Haofan      | 47  | 447 |
| 11 | Dance       | "Treasure Boyfriend" (宝藏男友)     | He Luoluo      | 150 | 452 |
| 11 | Dance       | "Treasure Boyfriend" (宝藏男友)     | Ren Hao        | 122 | 452 |
| 11 | Dance       | "Treasure Boyfriend" (宝藏男友)     | Yu Cheng-en    | 101 | 452 |
| 11 | Dance       | "Treasure Boyfriend" (宝藏男友)     | Sun Qijun      | 55  | 452 |
| 11 | Dance       | "Treasure Boyfriend" (宝藏男友)     | Deng Jiakun    | 24  | 452 |
| 12 | Vocal       | "Childhood" (儿时)                  | Zhai Xiaowen   | 197 | 450 |
| 12 | Vocal       | "Childhood" (儿时)                  | Li Yunrui      | 108 | 450 |
| 12 | Vocal       | "Childhood" (儿时)                  | Zhang Jiongmin | 87  | 450 |
| 12 | Vocal       | "Childhood" (儿时)                  | Dong Xiangke   | 36  | 450 |
| 12 | Vocal       | "Childhood" (儿时)                  | Zhang Dayuan   | 22  | 450 |

### Battle 3: Female Artist Collaboration(Ep. 8)
Durante la apertura del episodio los participantes Dai Jingyao y Wu Jifeng interpretaron una canción.
| 1 | Xu Mengjie  | "Beat Me If You Can"                       | Yan Xujia     |  | 24.1% |
| 1 | Xu Mengjie  | "Beat Me If You Can"                       | Liu Ye        |  | 24.1% |
| 1 | Xu Mengjie  | "Beat Me If You Can"                       | Zhao Rang     |  | 24.1% |
| 1 | Xu Mengjie  | "Beat Me If You Can"                       | Ren Hao       |  | 24.1% |
| 1 | Xu Mengjie  | "Beat Me If You Can"                       | Niu Chao      |  | 24.1% |
| 1 | Xu Mengjie  | "Beat Me If You Can"                       | Yao Chen      |  | 24.1% |
| 2 | Song Yanfei | "King" (国王)                              | Wang Chenyi   |  | 14.6% |
| 2 | Song Yanfei | "King" (国王)                              | Xia Zhiguang  |  | 14.6% |
| 2 | Song Yanfei | "King" (国王)                              | Lu Siheng     |  | 14.6% |
| 2 | Song Yanfei | "King" (国王)                              | Sun Qijun     |  | 14.6% |
| 2 | Song Yanfei | "King" (国王)                              | He Junxiong   |  | 14.6% |
| 2 | Song Yanfei | "King" (国王)                              | Dai Jingyao   |  | 14.6% |
| 3 | Ouyang Nana | "Transformation" (蜕变)                    | Zhou Zhennan  |  | 24.1% |
| 3 | Ouyang Nana | "Transformation" (蜕变)                    | Zhao Lei      |  | 24.1% |
| 3 | Ouyang Nana | "Transformation" (蜕变)                    | Zhang Yuan    |  | 24.1% |
| 3 | Ouyang Nana | "Transformation" (蜕变)                    | Gao Jialang   |  | 24.1% |
| 3 | Ouyang Nana | "Transformation" (蜕变)                    | Zhao Zhenghao |  | 24.1% |
| 3 | Ouyang Nana | "Transformation" (蜕变)                    | Zhao Zefan    |  | 24.1% |
| 4 | Chen Yuqi   | "Dare" (敢)                                | Zhai Xiaowen  |  | 13.6% |
| 4 | Chen Yuqi   | "Dare" (敢)                                | Li Yunrui     |  | 13.6% |
| 4 | Chen Yuqi   | "Dare" (敢)                                | Qin Tian      |  | 13.6% |
| 4 | Chen Yuqi   | "Dare" (敢)                                | Xiao Kaizhong |  | 13.6% |
| 4 | Chen Yuqi   | "Dare" (敢)                                | Ma Xueyang    |  | 13.6% |
| 4 | Chen Yuqi   | "Dare" (敢)                                | Duan Haonan   |  | 13.6% |
| 4 | Chen Yuqi   | "Dare" (敢)                                | Wang Yiheng   |  | 13.6% |
| 5 | Li Landi    | "Give A Very Love Person" (给一个很爱的人) | Zhang Yanqi   |  | 11.5% |
| 5 | Li Landi    | "Give A Very Love Person" (给一个很爱的人) | Peng Chuyue   |  | 11.5% |
| 5 | Li Landi    | "Give A Very Love Person" (给一个很爱的人) | Li Xinyi      |  | 11.5% |
| 5 | Li Landi    | "Give A Very Love Person" (给一个很爱的人) | Dai Shaodong  |  | 11.5% |
| 5 | Li Landi    | "Give A Very Love Person" (给一个很爱的人) | Jiang Yiming  |  | 11.5% |
| 5 | Li Landi    | "Give A Very Love Person" (给一个很爱的人) | Wu Jifeng     |  | 11.5% |
| 6 | Zhu Xudan   | "Declaration" (宣言)                       | He Luoluo     |  | 12.1% |
| 6 | Zhu Xudan   | "Declaration" (宣言)                       | Feng Chuxuan  |  | 12.1% |
| 6 | Zhu Xudan   | "Declaration" (宣言)                       | Ren Shihao    |  | 12.1% |
| 6 | Zhu Xudan   | "Declaration" (宣言)                       | Yu Cheng-en   |  | 12.1% |
| 6 | Zhu Xudan   | "Declaration" (宣言)                       | Yu Bin        |  | 12.1% |
| 6 | Zhu Xudan   | "Declaration" (宣言)                       | Liu Te        |  | 12.1% |

### Battle 4 (ep. 10)
Durante el episodio final antes de que los dos grupos participantes presentaran sus números, fueron divididos en 3 áreas (baile, canto y rap) y cada uno presentó individualmente diferentes interpretaciones. Durante el episodio estuvieron como invitados los ex-concursantes, así como Hua Chenyu, Liang Jiahui (quien presentó la canción principal del programa "喊出我的名字" (Call Me Call My Name) en versión broadway junto a los ex-concursantes) y el grupo Rocket Girls 101 (quienes interpretaron "Pick Me"). Posteriormente se revelaron los resultados y a los 11 miembros del nuevo grupo, y al final los nuevos miembros del grupo "RISE" presentó su primer sencillo con el mismo nombre. 

#### Presentaciones individuales
| Presentaciones individuales | Presentaciones individuales | Presentaciones individuales | Presentaciones individuales |
| N.º                         | Área                        | Canción interpretada        | Miembro                     |
| --------------------------- | --------------------------- | --------------------------- | --------------------------- |
| 1                           | Baile                       | "热情大陆"                  | Lu Siheng                   |
| 1                           | Baile                       | "梦中梦"                    | Liu Ye                      |
| 1                           | Baile                       | "Never Be Like You"         | Zhao Rang                   |
| 1                           | Baile                       | "Hotline Bling"             | Feng Chuxuan                |
| 1                           | Baile                       | "Naruto Theme Song"         | Qin Tian                    |
| 1                           | Baile                       | "Superman Remix"            | Niu Chao                    |
| 1                           | Baile                       | "I'll Show You"             | Sun Qijun                   |
| 1                           | Baile                       | "Humble"                    | He Luoluo                   |
| 1                           | Baile                       | "大鱼"                      | Xia Zhiguang                |
| 1                           | Baile                       | "Chicken Nuts"              | Todos                       |
| 2                           | Vocal                       | 不哭"                       | Wu Jufeng                   |
| 2                           | Vocal                       | "梦里"                      | Zhai Xiaowen                |
| 2                           | Vocal                       | "Versace on the Floor"      | Gao Jialang                 |
| 2                           | Vocal                       | "世界不会轻易崩塌"          | Peng Chuyue                 |
| 2                           | Vocal                       | "崇拜"                      | Li Xinyi                    |
| 2                           | Vocal                       | "当你"                      | Dai Jingyao                 |
| 2                           | Vocal                       | "袖手旁观"                  | Zhao Lei                    |
| 2                           | Vocal                       | "一路有你"                  | Zhao Zhenghao               |
| 2                           | Vocal                       | "终究还是秘密"              | Li Yunrui                   |
| 2                           | Vocal                       | "我可以"                    | Zhao Zefan                  |
| 3                           | Rap                         | "少侠"                      | Duan Haonan                 |
| 3                           | Rap                         | "Crossroad"                 | Zhang Yuan                  |
| 3                           | Rap                         | "More Love More Trust"      | Zhou Zhennan                |
| 3                           | Rap                         | "仓鼠侠"                    | Yao Chen                    |
| 3                           | Rap                         | "什么时候到燃点"            | Yan Xujia                   |
| 3                           | Rap                         | "BKING"                     | Ren Hao                     |
| 3                           | Rap                         | "雾"                        | Zhang Yanqi                 |

#### Competiciones
| 1 | "Red" (赤子)          | Zhou Zhennan  |  |  |
| 1 | "Red" (赤子)          | Yan Xujia     |  |  |
| 1 | "Red" (赤子)          | Yao Chen      |  |  |
| 1 | "Red" (赤子)          | Zhai Xiaowen  |  |  |
| 1 | "Red" (赤子)          | Xia Zhiguang  |  |  |
| 1 | "Red" (赤子)          | Zhang Yanqi   |  |  |
| 1 | "Red" (赤子)          | Li Xinyi      |  |  |
| 1 | "Red" (赤子)          | Lu Siheng     |  |  |
| 1 | "Red" (赤子)          | Peng Chuyue   |  |  |
| 1 | "Red" (赤子)          | Zhao Lei      |  |  |
| 1 | "Red" (赤子)          | Wu Jifeng     |  |  |
| 1 | "Red" (赤子)          | Qin Tian      |  |  |
| 1 | "Red" (赤子)          | Duan Haonan   |  |  |
| 2 | "Rid the Wind" (乘风) | He Luoluo     |  |  |
| 2 | "Rid the Wind" (乘风) | Liu Ye        |  |  |
| 2 | "Rid the Wind" (乘风) | Zhao Rang     |  |  |
| 2 | "Rid the Wind" (乘风) | Ren Hao       |  |  |
| 2 | "Rid the Wind" (乘风) | Gao Jialang   |  |  |
| 2 | "Rid the Wind" (乘风) | Zhang Yuan    |  |  |
| 2 | "Rid the Wind" (乘风) | Niu Chao      |  |  |
| 2 | "Rid the Wind" (乘风) | Dai Jingyao   |  |  |
| 2 | "Rid the Wind" (乘风) | Feng Chuxuan  |  |  |
| 2 | "Rid the Wind" (乘风) | Zhao Zefan    |  |  |
| 2 | "Rid the Wind" (乘风) | Li Yunrui     |  |  |
| 2 | "Rid the Wind" (乘风) | Zhao Zhenghao |  |  |
| 2 | "Rid the Wind" (乘风) | Sun Qijun     |  |  |

### Ranking
| N.º | Top 11 | Top 11       | Top 11       | Top 11       | Top 11       | Top 11       | Top 11       | Top 11       | Top 11       | Top 11       |
| N.º | Ep. 1  | Ep. 2        | Ep. 3        | Ep. 4        | Ep. 5        | Ep. 6        | Ep. 7        | Ep. 8        | Ep. 9        | Ep. 10       |
| --- | ------ | ------------ | ------------ | ------------ | ------------ | ------------ | ------------ | ------------ | ------------ | ------------ |
| 1   |        | Zhou Zhennan | Zhou Zhennan | Zhou Zhennan | Zhou Zhennan | Zhou Zhennan | Zhou Zhennan | Zhou Zhennan | Zhou Zhennan | Zhou Zhennan |
| 2   |        | Xia Zhiguang | Xia Zhiguang | Xia Zhiguang | He Luoluo    | He Luoluo    | He Luoluo    | He Luoluo    | He Luoluo    | He Luoluo    |
| 3   |        | Yan Xujia    | He Luoluo    | He Luoluo    | Zhang Yanqi  | Zhang Yanqi  | Zhang Yanqi  | Yan Xujia    | Yan Xujia    | Yan Xujia    |
| 4   |        | Liu Ye       | Wang Chenyi  | Wang Chenyi  | Xia Zhiguang | Xia Zhiguang | Yan Xujia    | Liu Ye       | Yao Chen     | Xia Zhiguang |
| 5   |        | Peng Chuyue  | Liu Ye       | Zhao Lei     | Yan Xujia    | Yan Xujia    | Xia Zhiguang | Yao Chen     | Zhai Xiaowen | Yao Chen     |
| 6   |        | Li Yunrui    | Yan Xujia    | Yan Xujia    | Liu Ye       | Wang Chenyi  | Wang Chenyi  | Zhang Yanqi  | Liu Ye       | Zhai Xiaowen |
| 7   |        | Zhao Lei     | Zhao Lei     | Liu Ye       | Zhao Lei     | Zhai Xiaowen | Zhai Xiaowen | Xia Zhiguang | Xia Zhiguang | Zhang Yanqi  |
| 8   |        | He Luoluo    | Peng Chuyue  | Zhang Yanqi  | Zhai Xiaowen | Zhao Rang    | Zhao Rang    | Zhai Xiaowen | Zhang Yanqi  | Liu Ye       |
| 9   |        | Zhao Rang    | Zhai Xiaowen | Zhai Xiaowen | Wang Chenyi  | Zhao Lei     | Zhao Lei     | Zhao Rang    | Zhao Rang    | Ren Hao      |
| 10  |        | Zhai Xiaowen | Zhang Yanqi  | Zhao Rang    | Yao Chen     | Liu Ye       | Lu Siheng    | Li Xinyi     | Li Xinyi     | Zhao Lei     |
| 11  |        | Dai Jingyao  | Zhao Rang    | Peng Chuyue  | Zhao Rang    | Lu Siheng    | Liu Ye       | Lu Siheng    | Ren Hao      | Zhao Rang    |

## Música
- Discografía:

| Fecha de lanzamiento | Título                              | Idioma   | Lista de canciones |
| -------------------- | ----------------------------------- | -------- | ------------------ |
| 5 de abril de 2019   | 喊出我的名字 (Call Me Call My Name) | Mandarín | 1. 喊出我的名字    |

## Apariciones

### Day Day Up
En junio de 2019 siete de los participantes del programa entre ellos: Zhou Zhennan, Xia Zhiguang, Yao Chen, Zhao Rang, Zhang Yanqi, Zhao Zhenghao y He Luoluo aparecieron como invitados en el programa Day Day Up (天天向上) donde interpretaron "I LOVE" y participaron en las actividades.

### Fan Meeting
En mayo del 2019 catorce de los participantes del programa entre ellos Lu Siheng, Liu Ye, Wang Chenyi, Xia Zhiguang, Zhou Zhennan, Zhao Lei, Zhao Rang, Yan Xujia, Peng Chuyue, Yao Chen, He Luoluo, Zhai Xiaowen, Zhang Yanqi y Zhang Yuan participaron en una reunión de fanes organizada por Doki x The Chuang 2019.

## Producción
El programa fue creado por CJ E&M, desarrollado por Tencent y filmado en Qingdao.
Contó con el apoyo de las compañías de producción "7-D Vision", "CJ E&M" y "Tencent Penguin Pictures".